# Lightning Sportscars
Lightning Sportscars war ein britischer Hersteller von Automobilen.

## Unternehmensgeschichte
Tim Kerry Short gründete 1984 das Unternehmen in Stafford in der Grafschaft Staffordshire. Er begann mit der Produktion von Automobilen und Kits. Der Markenname lautete Lightning. 1985 endete die Produktion. Insgesamt entstanden etwa vier Exemplare.

## Fahrzeuge
Das einzige Modell war der TS, kurz für Targa Sport. Die Basis bildete ein einfaches Fahrgestell. Darauf wurde eine Karosserie montiert, die Ähnlichkeit mit einer Chevrolet Corvette hatte. Vierzylindermotoren vom Ford Cortina trieben die Fahrzeuge an. 1985 betrug der Preis für einen Bausatz 1575 Pfund zuzüglich Mehrwertsteuer. Eine Quelle gibt als Gründe für den geringen Markterfolg an, dass die Nachbildung nicht gelungen war, die Qualität schlecht war, Fahrgestell und Motor zu simpel waren, und es außerdem Verzögerungen in der Produktion gab.